# 石維崑
石維崑，字與瞻，直隸大寧都水衛人。清初政治人物。

## 生平
石維崑於順治三年（1646年）中式丙戌科二甲第十九名進士。選庶吉士，散館改山西道監察御史。